# Ralf Bethke
Ralf Bethke (* 15. September 1942 in Königsberg) ist ein deutscher Manager. Er war von 1991 bis 2007 Vorstandsvorsitzender und von 2008 bis 2017 Aufsichtsratsvorsitzender der K+S AG.

## Leben
Ralf Bethke studierte von 1963 bis 1968 Betriebswirtschaftslehre und Volkswirtschaftslehre in Bonn, Köln und Mannheim. Er promovierte 1971 in Mannheim. Anschließend trat er in die BASF AG ein, wo er für das Marketing und den Vertrieb der Düngemittel-Sparte arbeitete. 1978 bestellte ihn der Aufsichtsrat der Chemag AG in den Vorstand mit den Bereichen Vertrieb Chemikalien, Finanzen, Personal und Verwaltung. 1984 kehrte er als Abteilungsleiter zur BASF zurück und übernahm die Leitung der Abteilung Marketing Zwischenprodukte. Im Mai 1990 wurde er Vorstandsmitglied der Kali und Salz AG, der heutigen K+S AG, am 1. Juli 1991 wurde er dann zum Vorstandsvorsitzenden berufen. Am 1. Juli 2007 übergab er den Vorstandsvorsitz an Norbert Steiner. Am 1. Juli 2007 wurde er in den Aufsichtsrat der K+S AG gewählt und von Mai 2008 bis Mai 2017 war er Aufsichtsratsvorsitzender des Unternehmens.
Zudem ist er Vorsitzender des Aufsichtsrats der DJE Kapital AG. Er war ferner Mitglied im Aufsichtsrat der Südzucker AG.

## Berufliche Stationen
- 1972–1978: BASF AG (Bereich: Düngemittel)
- 1978–1984: Vorstandsmitglied der Chemag AG
- 1984–1990: BASF AG (Abteilungsleiter Marketing im Bereich Zwischenprodukte)
- 1990–1991: Vorstandsmitglied der K+S AG (Ressort: Verkauf)
- 1991–2007: Vorstandsvorsitzender der K+S AG
- 2007–2008: Aufsichtsratsmitglied der K+S AG
- 2008–2017: Vorsitz des Aufsichtsrats der K+S AG

## Persönliches
Ralf Bethke ist verheiratet und hat zwei Kinder. Er lebt heute in Deidesheim (Pfalz).